# Piedistallo

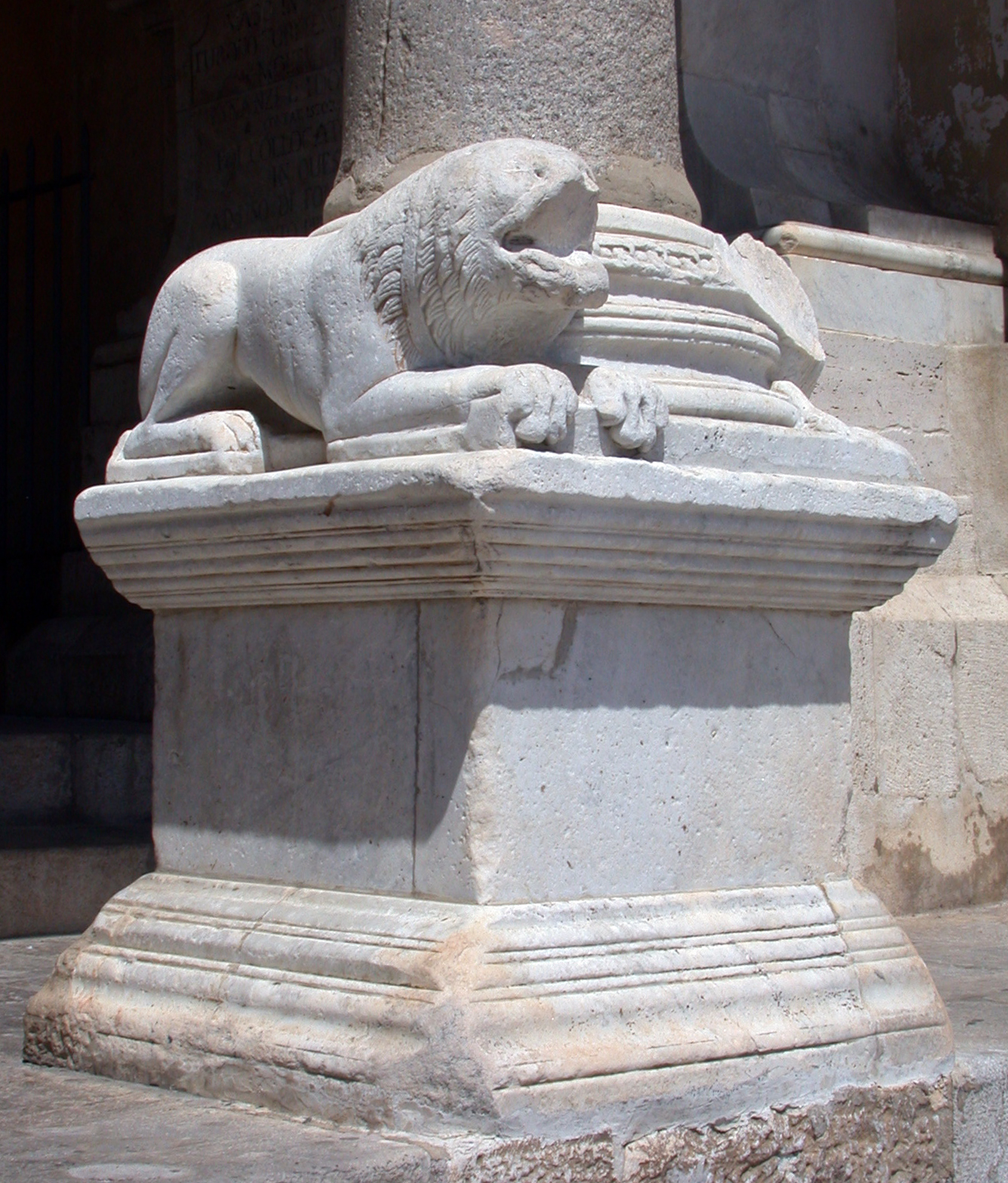
Piedistallo nel Duomo di Terracina. La statua leonina e la colonna poggiano sulla cimasa, a suo volta sul blocco liscio del dado, appoggiato sullo zoccolo decorato.

Il piedistallo o piedestallo è una base sulla quale vengono poggiati monumenti, colonne ma anche dei pannelli porta manifesti. Nel caso dei monumenti può essere realizzato in marmo o in altra pietra da costruzione ed essere alto fino ad alcuni metri per mettere bene in vista la statua che su di esso viene posta. Nel caso delle colonne esso risulta invece alto soltanto poche decine di centimetri.
Il piedistallo classico è formato da tre parti: cimasa (parte superiore con modanature), dado (parte centrale piana) e zoccolo o basamento (la parte poggiante al suolo, spesso con modanature).

## Galleria d'immagini

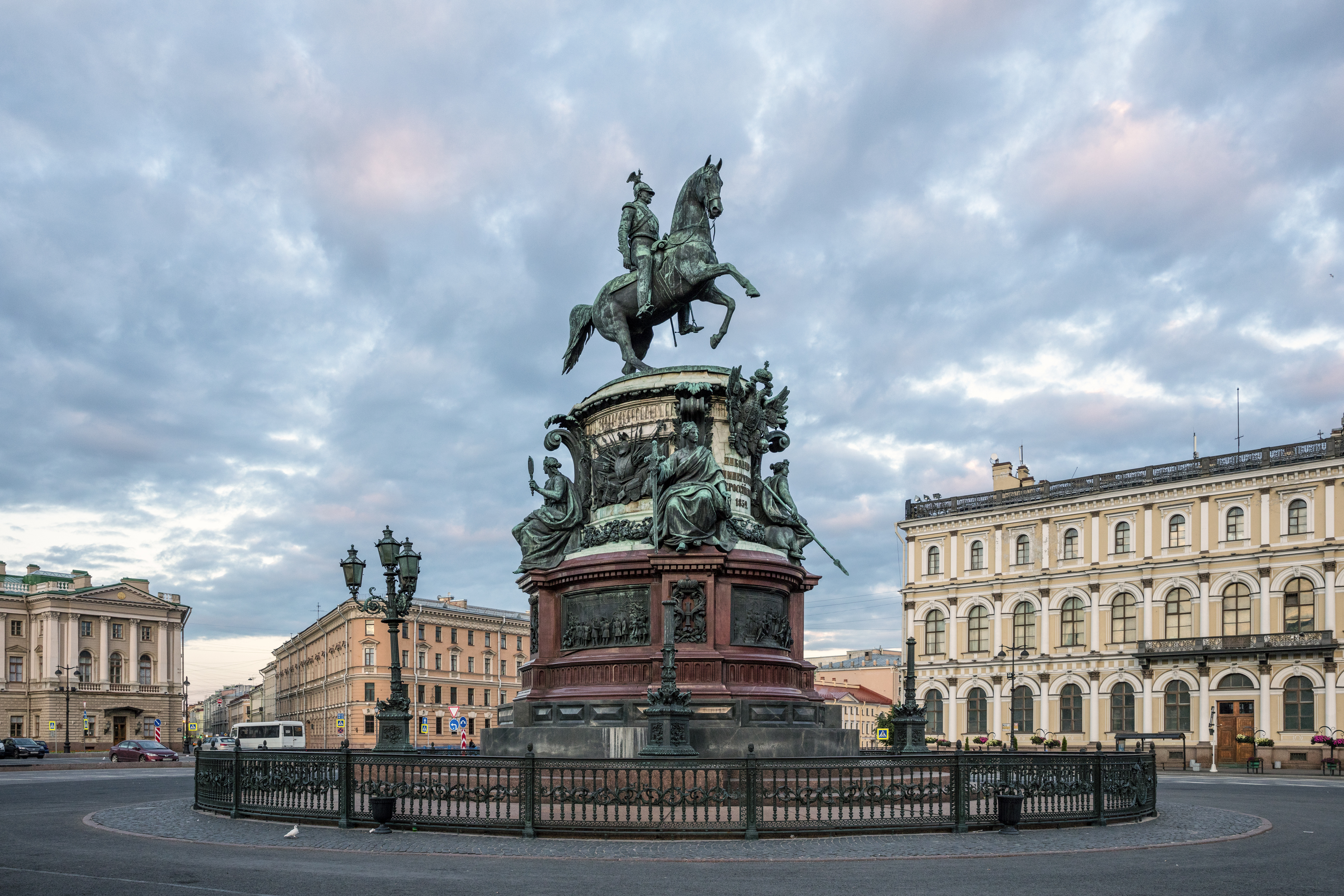
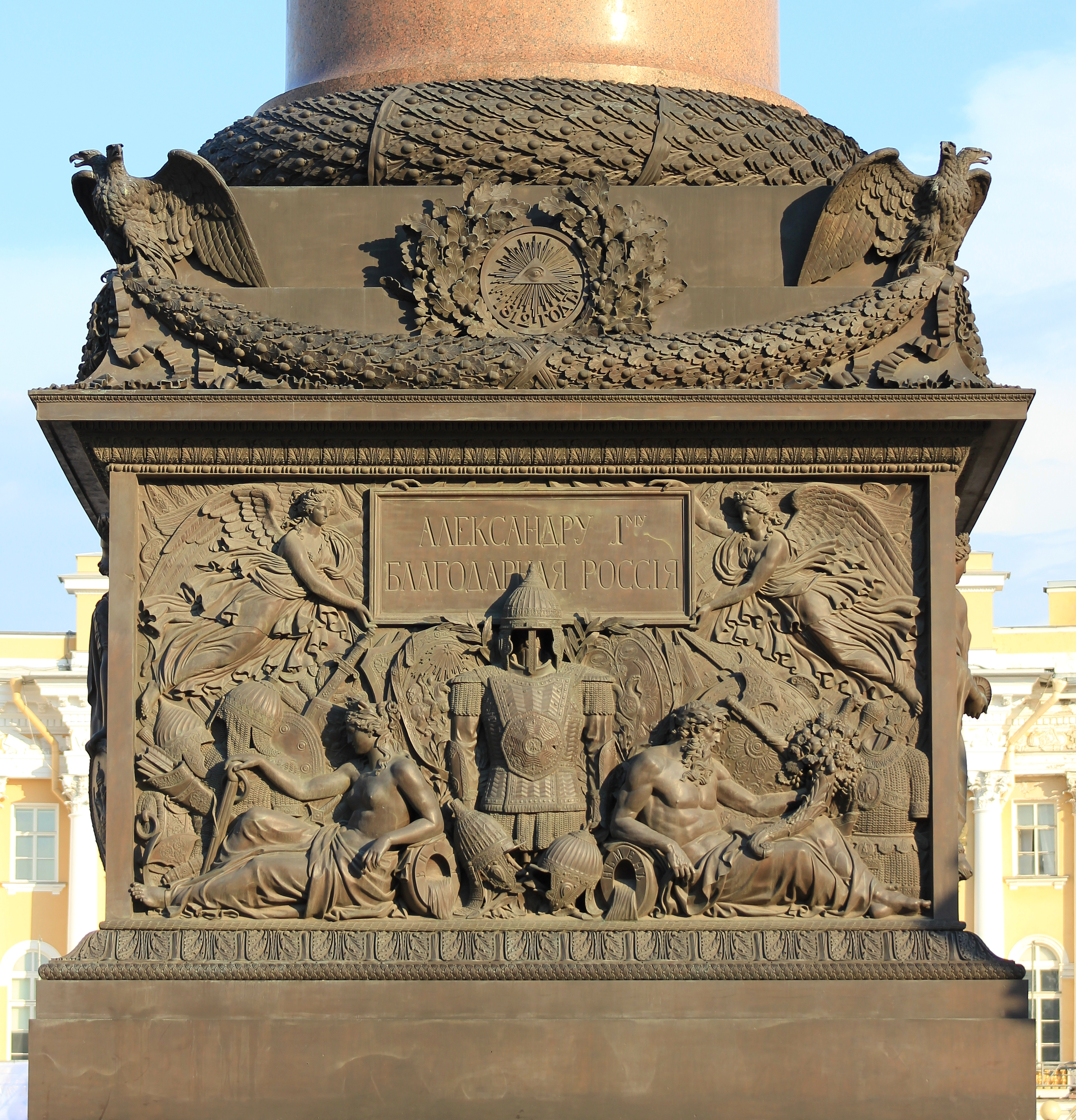
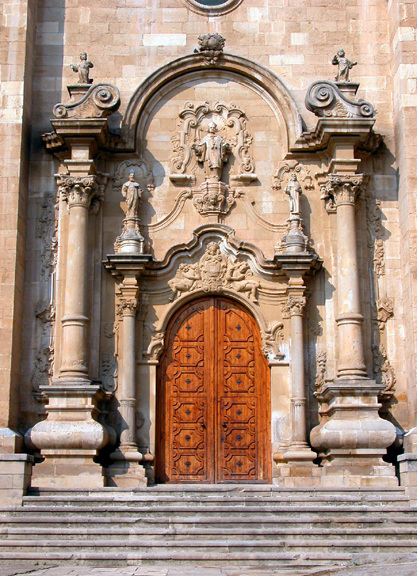
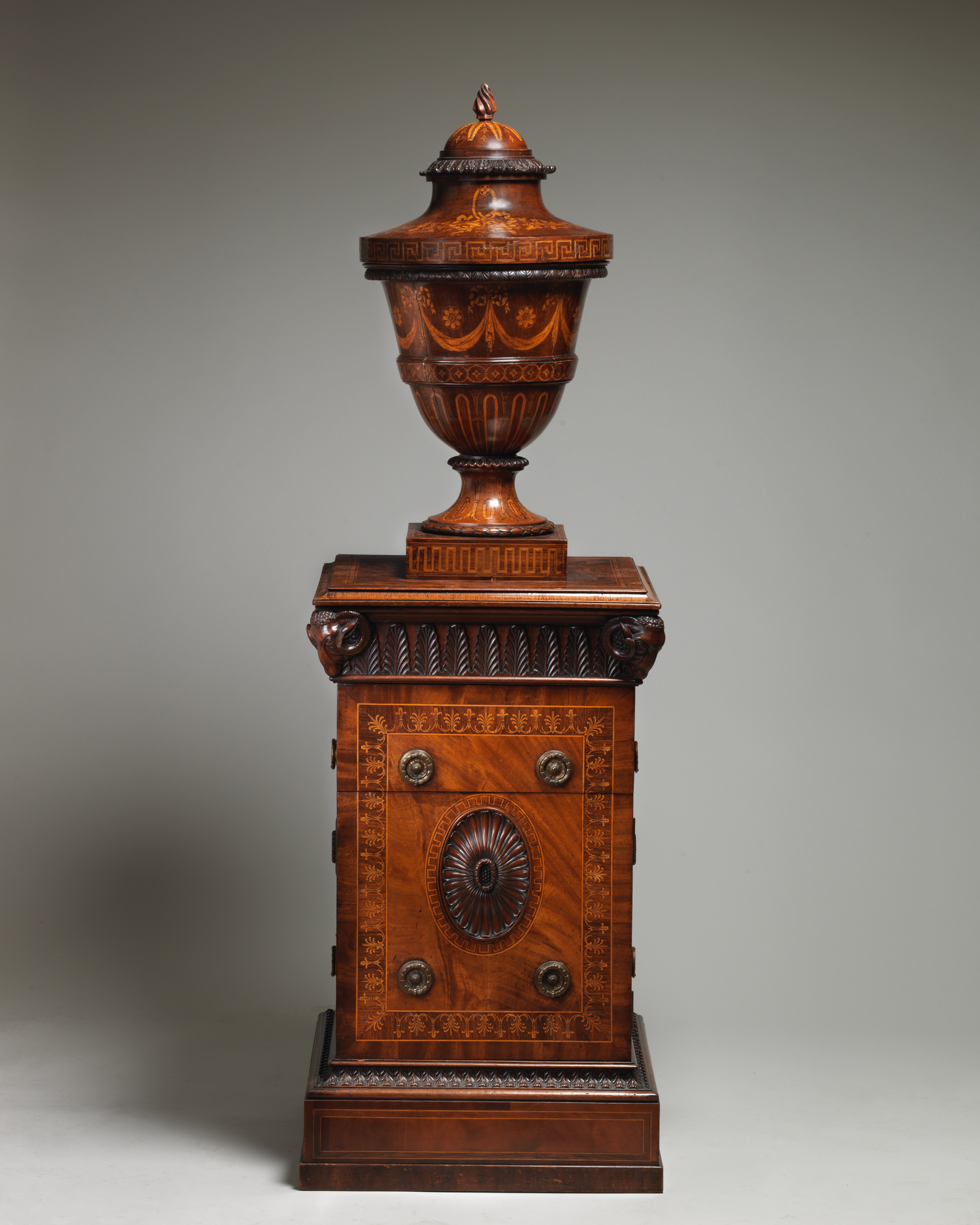
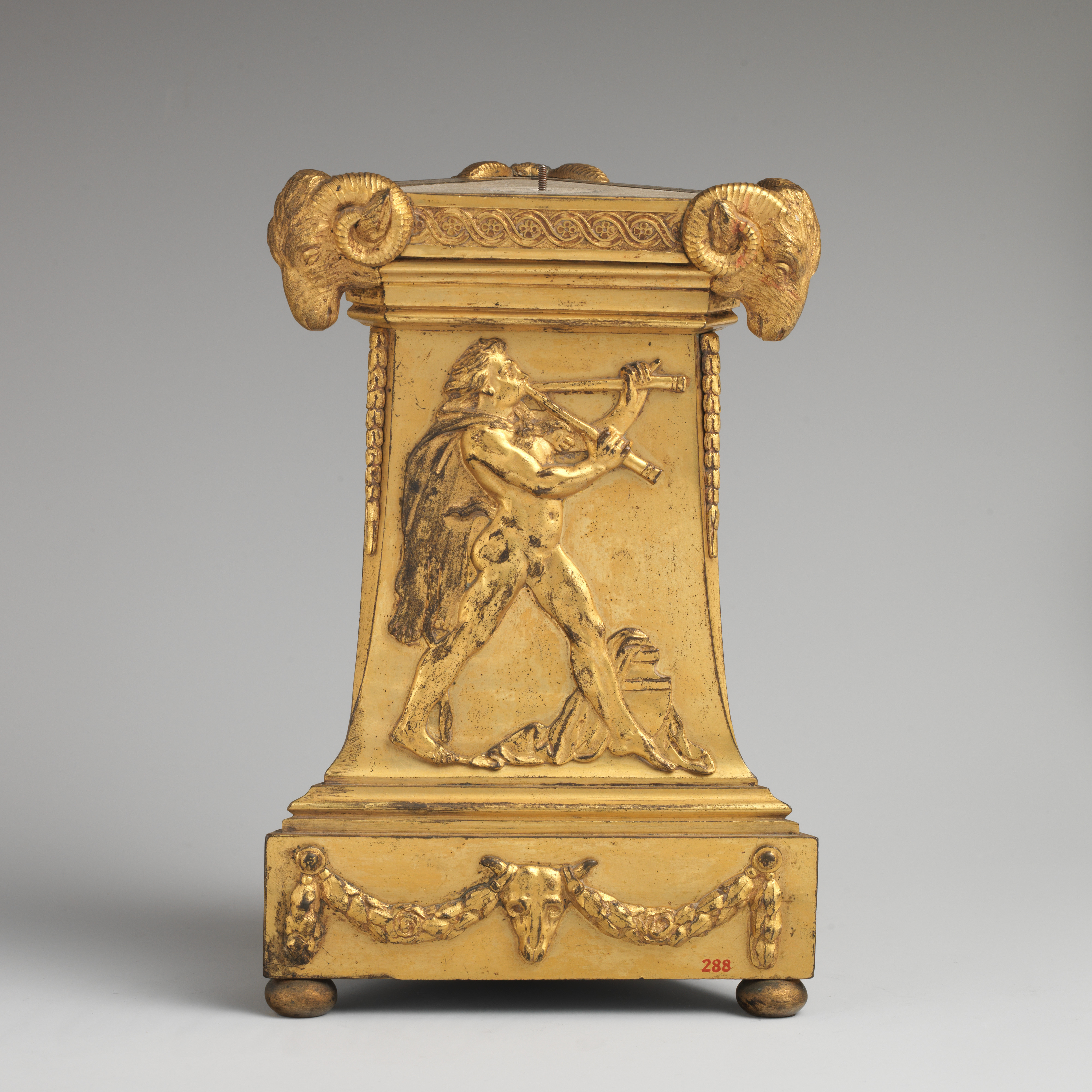
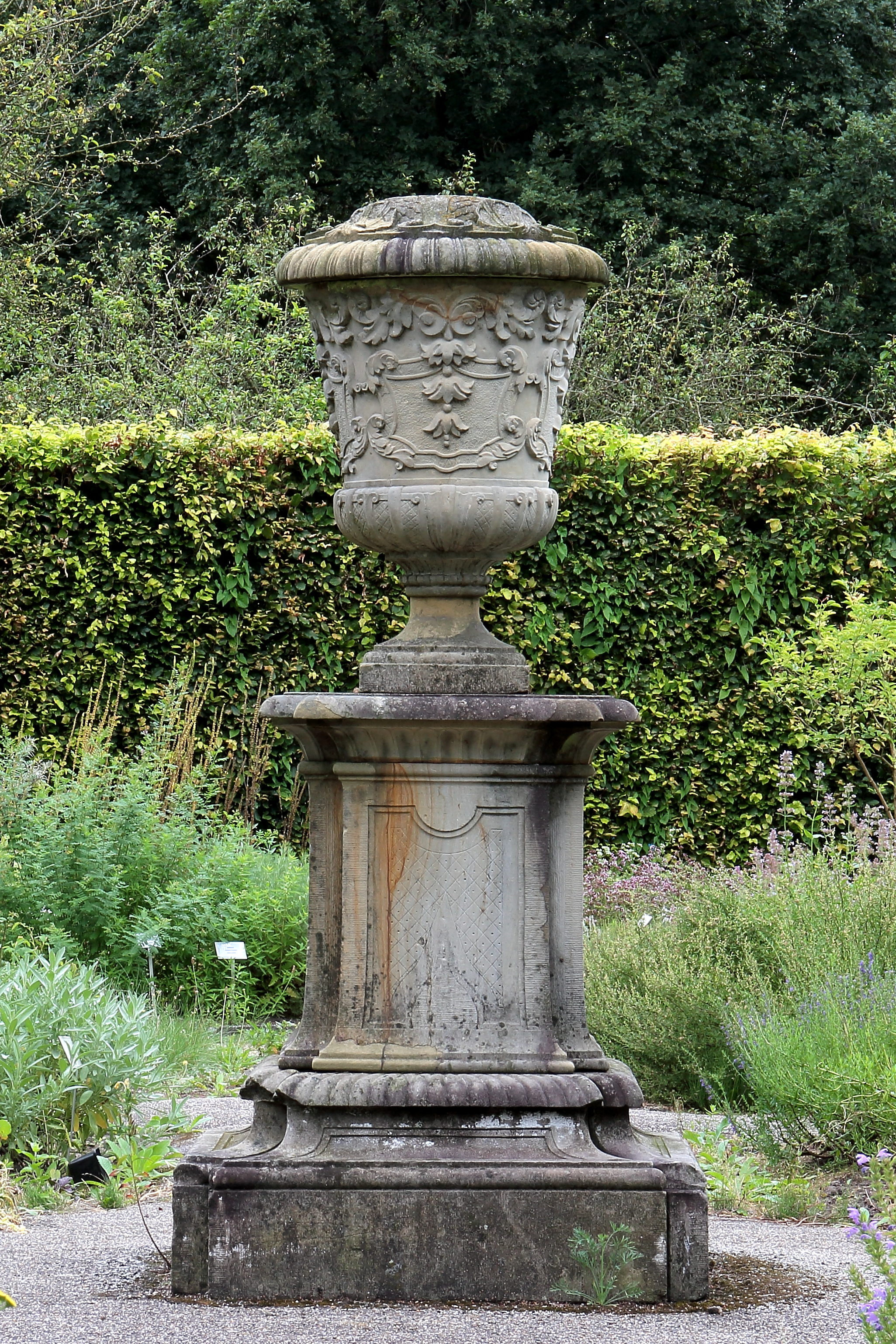
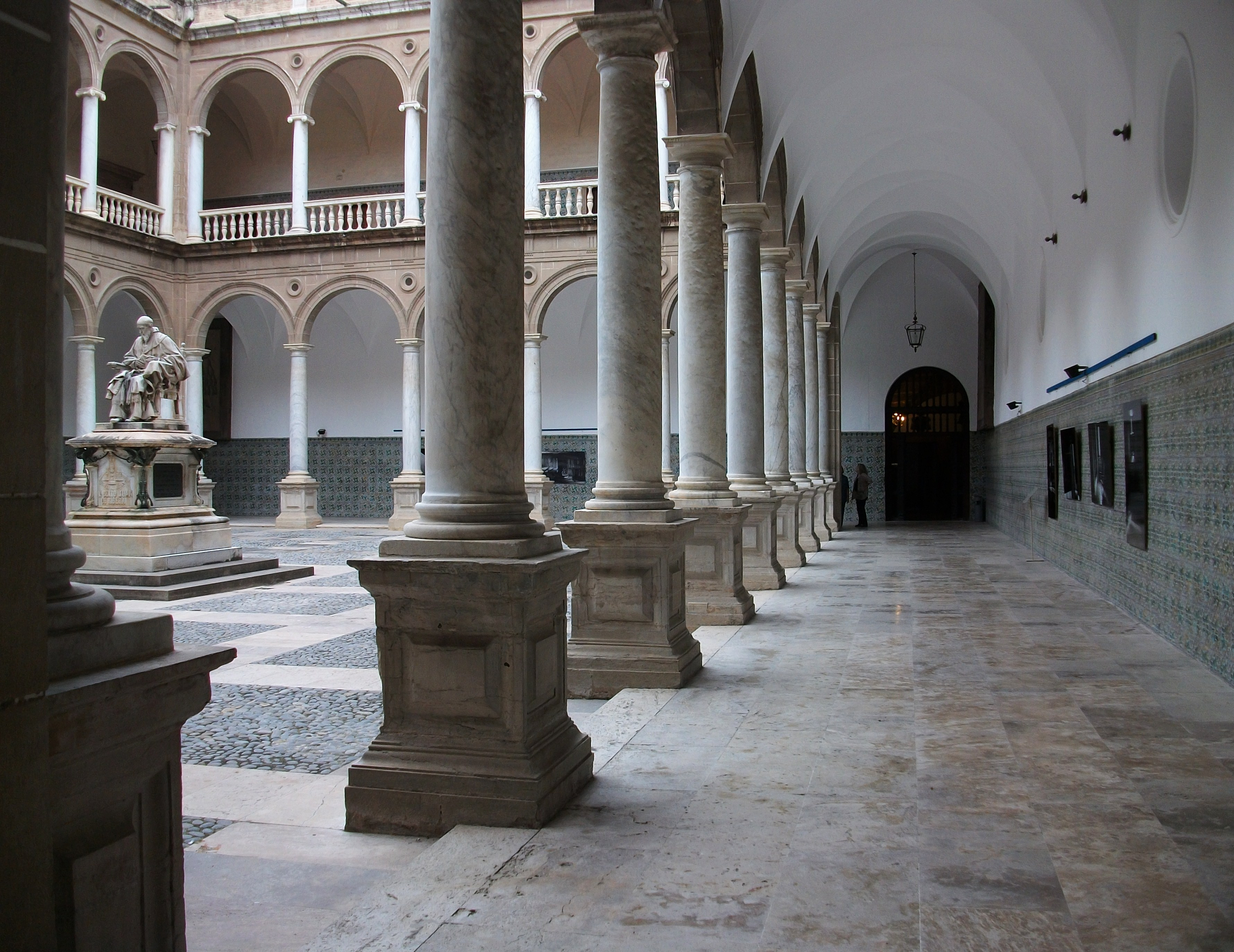
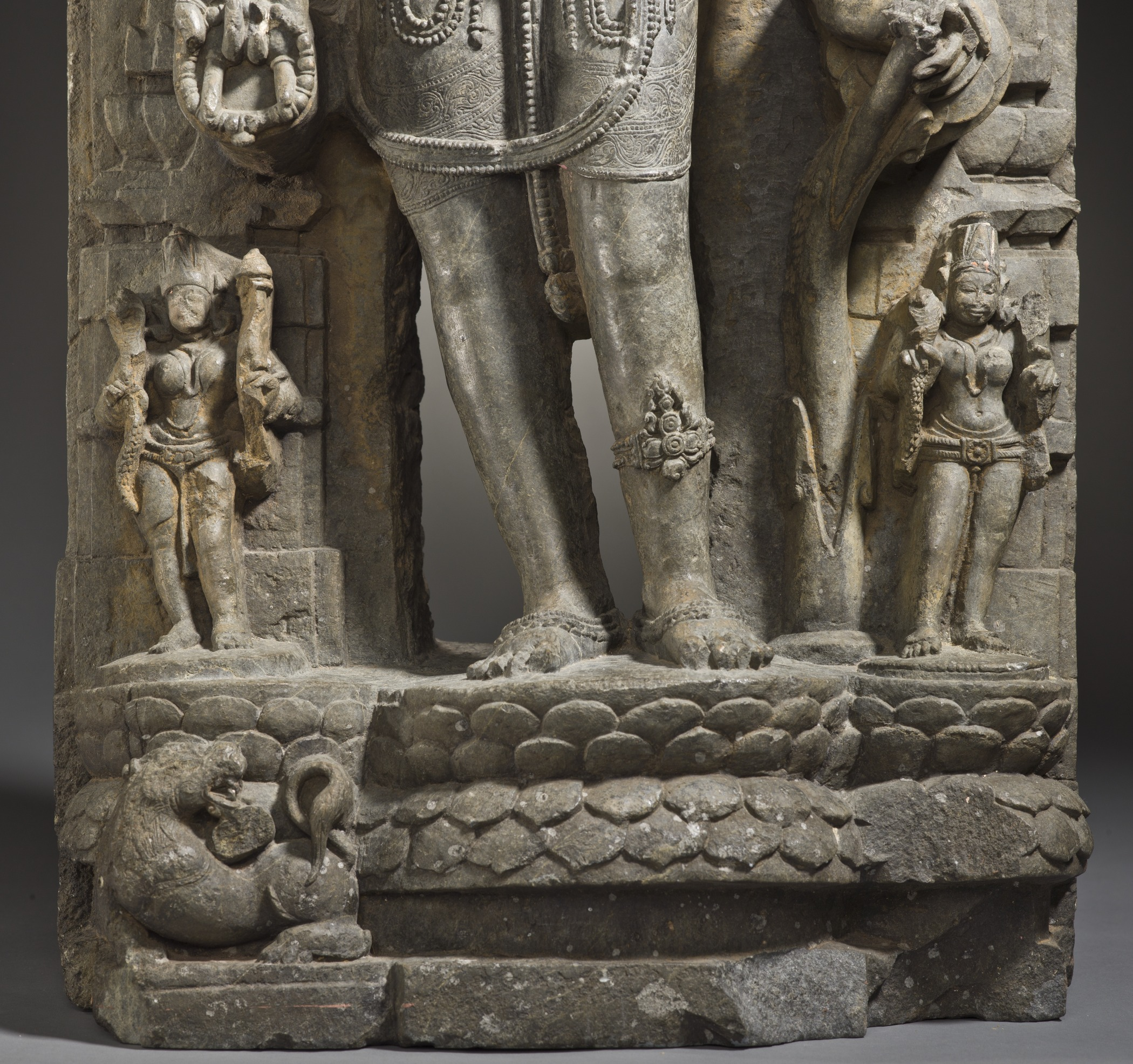
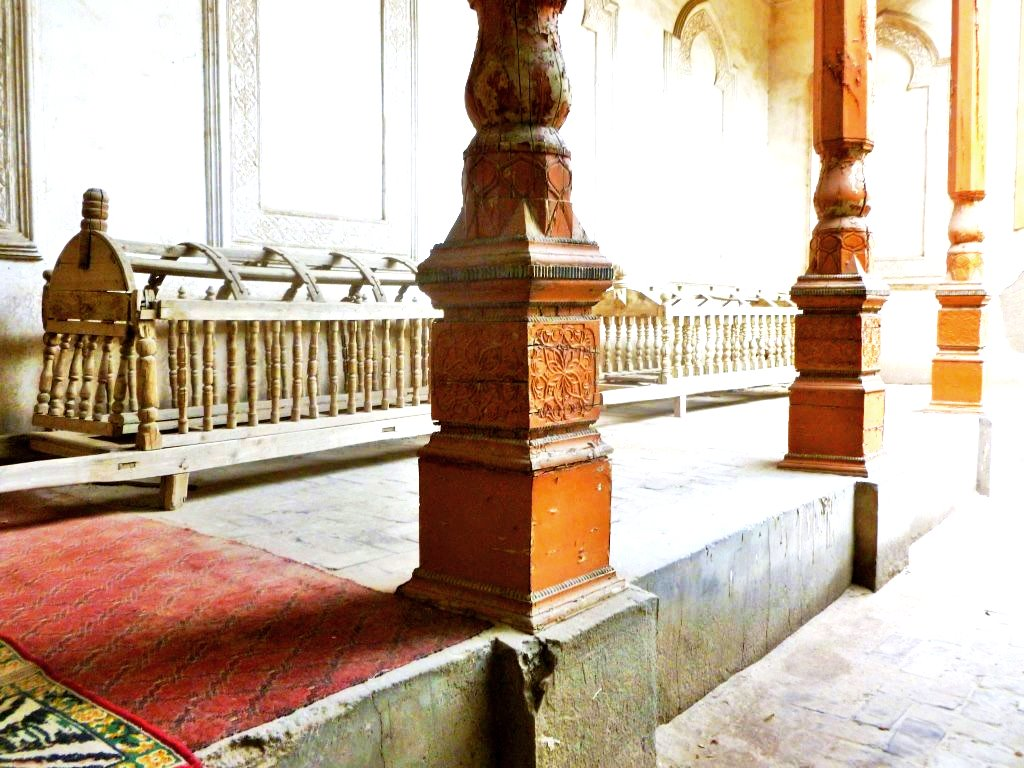
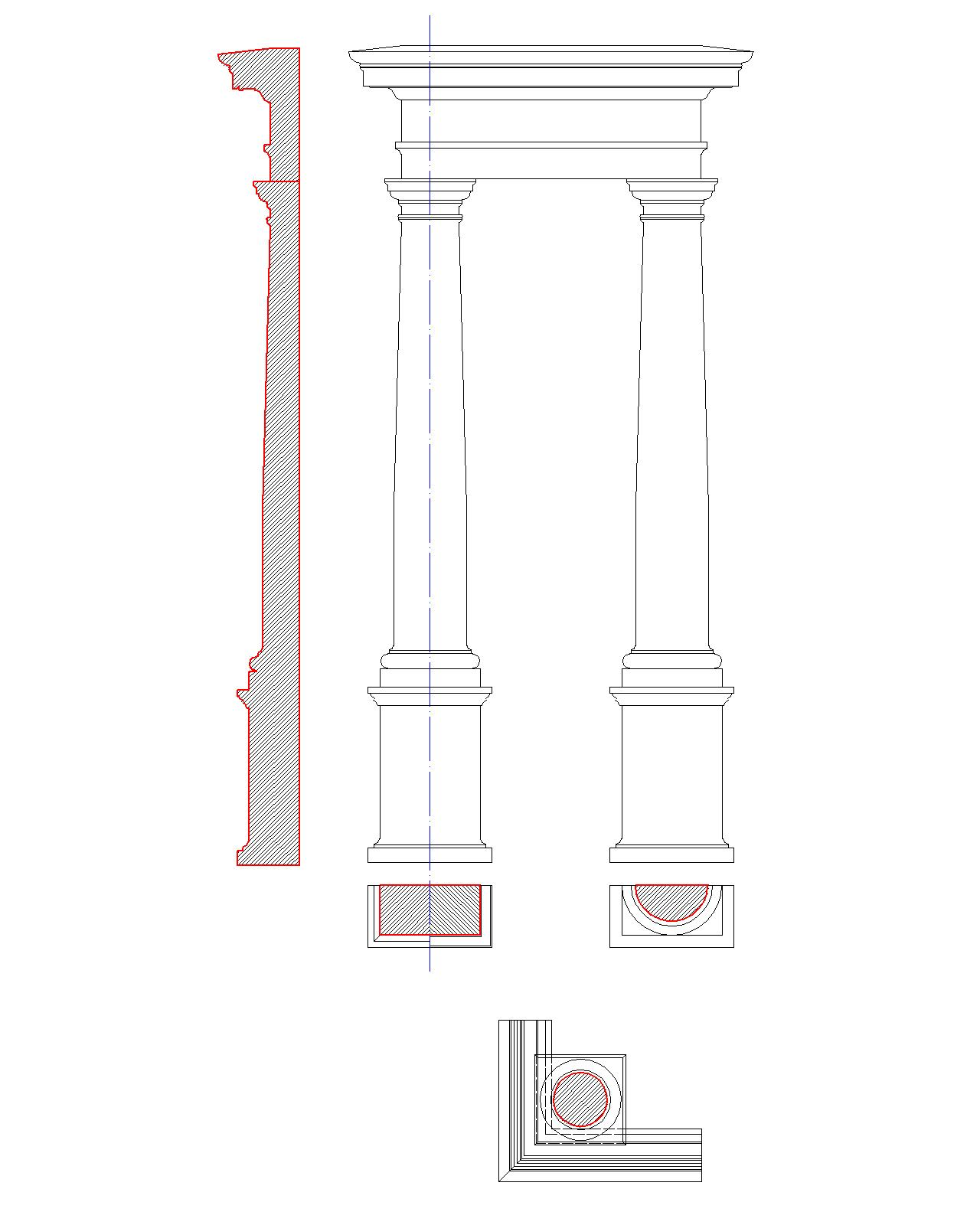
Piedistallo toscano
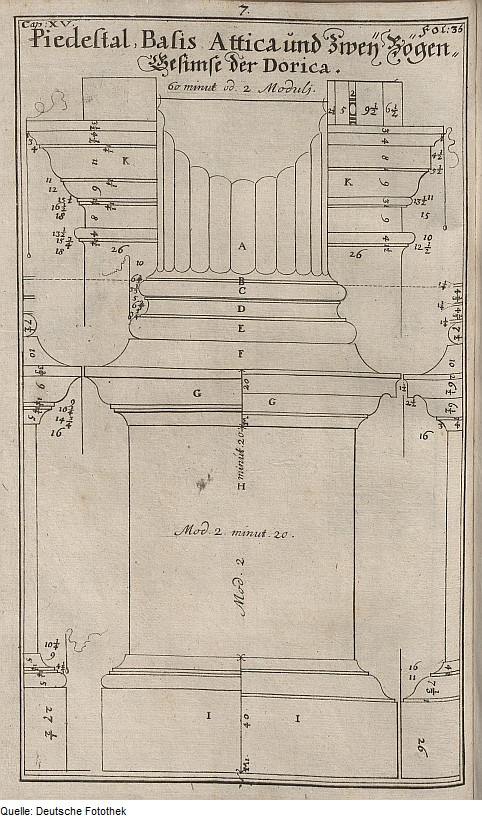
Piedistallo dorico
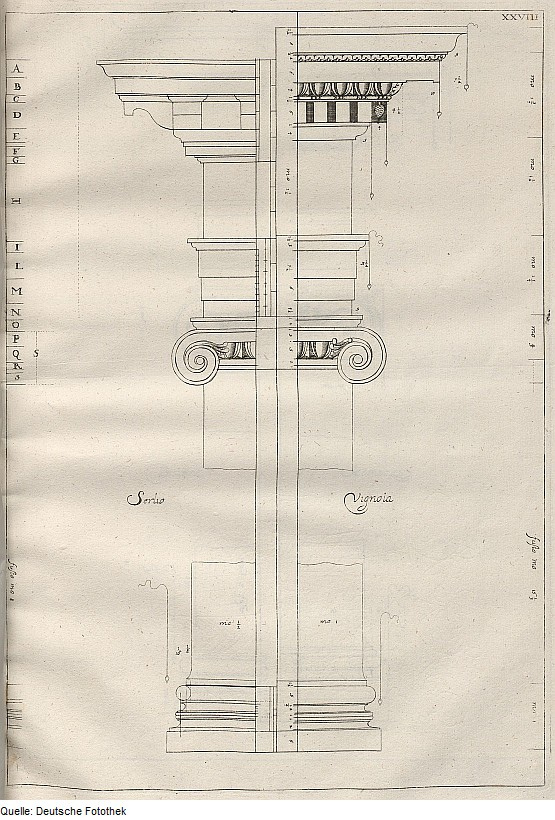
Piedistallo ionico
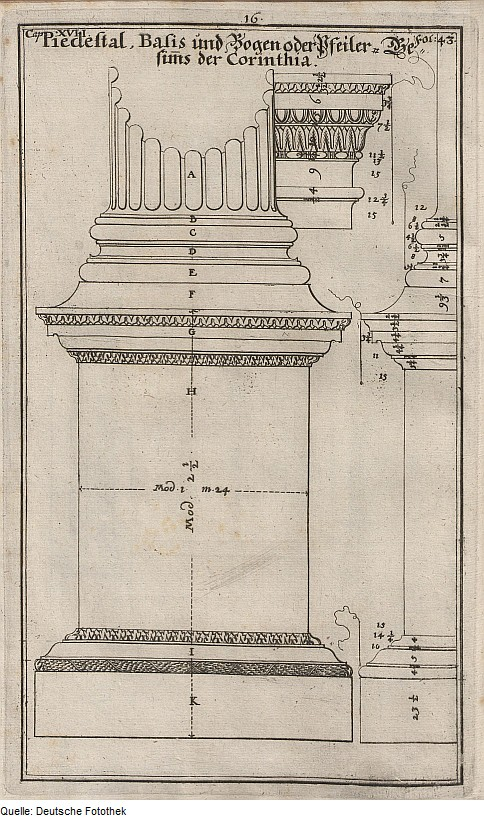
Piedistallo corinzio
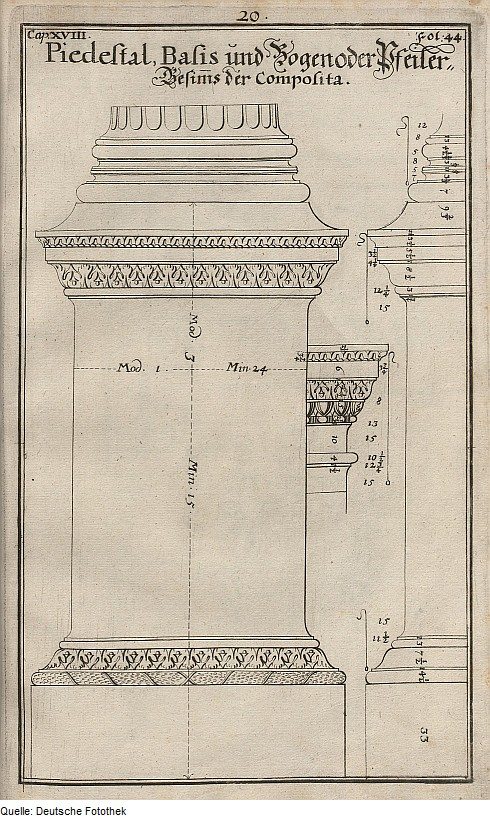
Piedistallo in composito
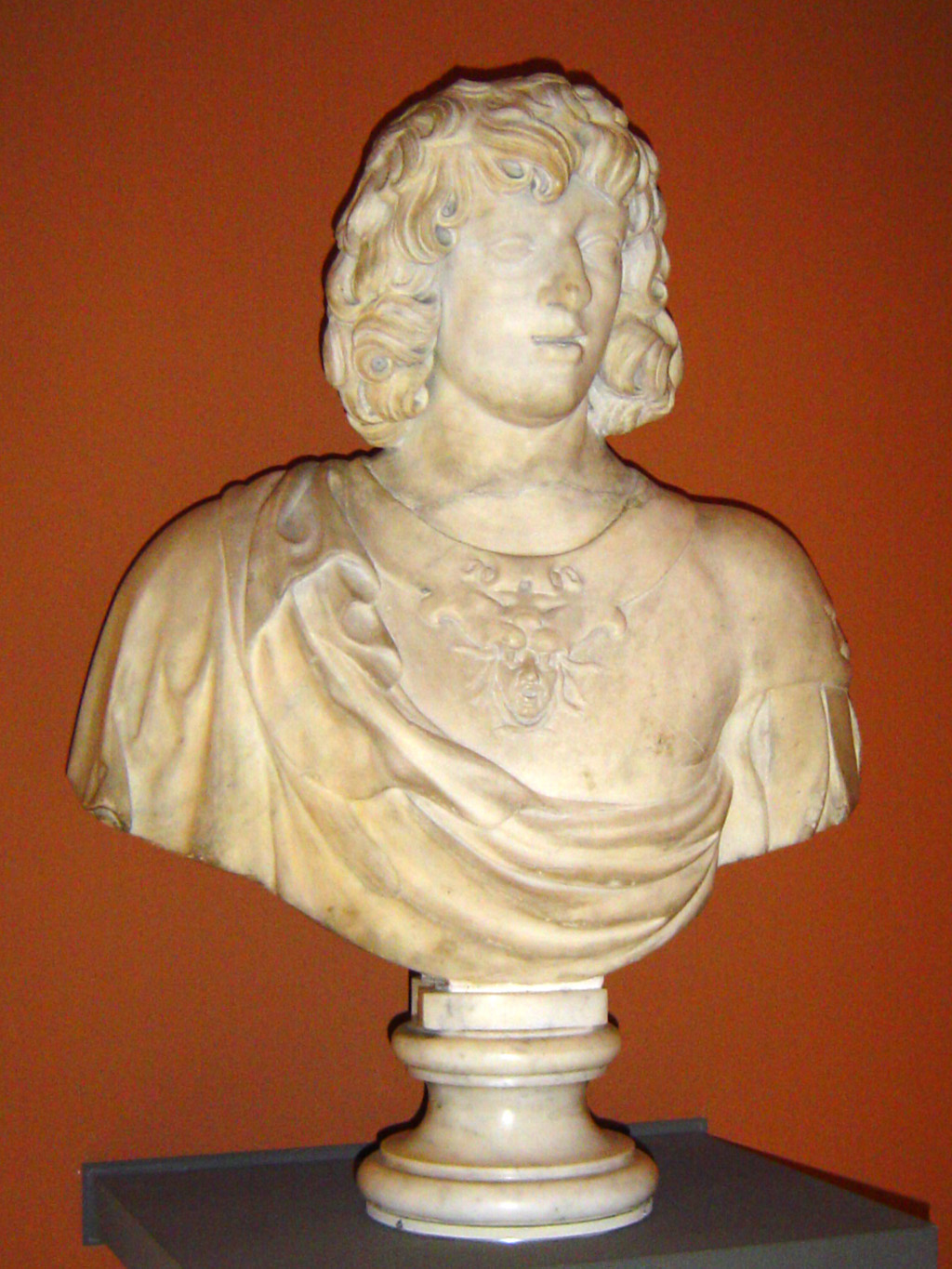
Busto su piedistallo